# Robert Redfield
Robert Redfield (4 de Dezembro de 1897 - 16 de Outubro de 1958) foi um antropólogo, sociólogo e etnolinguísta americano. Teórico do organicismo positivista, foi um dos primeiros a estudar o fenômeno da aculturação. Dirige seus estudos a uma síntese interdisciplinar que inclui também a arqueologia, linguística, etnologia, folclore... Seu grande parceiro de estudos na Universidade de Chicago foi o professor Milton Singer, polonês naturalizado norte-americano.

## Biografia
Formou-se na Universidade de Colorado - Boulder em Comunicações e obtém seu doutorado em Antropologia Cultural, começando a lecionar em 1927. Depois de uma série de estudos de campo em comunidades camponesas mexicanas (Tepoztlán em Morelos e Chan Kom em Yucatán), em 1953 ele publica The Primitive World and its Transformation (O Mundo Primitivo e suas Transformações e em 1956, Peasant Society and Culture (Sociedade Camponesa e Cultura), ele dirige seus estudos a uma síntese interdisciplinar que inclui também a arqueologia, linguística, etnologia.
Em 1955, enquanto realizava suas pesquisas no campesinato mexicano, Redfield observa que havia sido treinado para investigar a sociedade enquanto uma cultura isolada. Entretanto encontrava pessoas envolvidas no comércio e encontrava conexões entre estas pequenas comunidades e os Estados. Assim como percebia que a cultura destas vilas não eram delimitadas, e que suas crenças e práticas não eram isoladas. Assim entende Redfield que não fazia sentido estudar comunidades e pessoas como se fossem entidades isoladas, mas sim numa perspectiva mais ampla. Tradicionalmente antropólogos estudam seus objetos apenas como pequenas tradições, mas estas seriam melhor entendidas numa perspectiva mais ampla. Redfield foi eleito para a Academia Norte Americana de Artes e Ciências em 1950 (http://www.amacad.org/publications/BookofMembers/ChapterR.pdf Book of Members, 1780-2010: Chapter R| American Academy of Arts and Sciences| em 20 Abril 2011).
Robert Redfield e sua esposa Margaret são pais de Lisa Redfield Peattie, Professora Emerita, Department of Urban Planning, Massachusetts Institute of Technology; de James M. Redfield, professor de literatura cleassica na Universidade de Chicago e Joanna Redfield Gutmann (1930–2009). Os escritos de Robert Redfield e de sua esposa Margaret Redfield se encontram na Special Collections Research Center da biblioteca da Universidade de Chicago.

## Livros
inglês
- Tepoztlan, a Mexican village: A study in folk life Chicago: University of Chicago Press, 1930.
- Notes on the ethnography of Tzeltal communities of Chiapas Contributions to American anthropology and history, v. 28 (1939)Washington, D.C. : Carnegie Institution of Washington, 1939.
- Folk Cultures of the Yucatán. Chicago, IL: University of Chicago Press, 1942
- A Village that Chose Progress; Chan Kom revisited by Robert Redfield. Chicago : University of Chicago Press, 1950.
- The Primitive World and its Transformations. Ithaca, N.Y. : Cornell University Press, ©1953.
- The Role of Cities in Economic Development and Cultural Change Chicago, IL: University of Chicago Press, 1954.
- The Cultural Role of Cities com Milton B Singer. Indianapolis, Ind. : Bobbs-Merrill, College Division, [1954]
- The Educational Experience. Fund for Adult Education (U.S.). Pasadena, Calif. : Fund for Adult Education, 1955.
- Peasant Society and Culture; an anthropological approach to civilization. [Chicago] University of Chicago Press [1956]
- The Little Community, viewpoints for the study of a human whole. Chicago: University of Chicago Press, 1956.
- Talk with a Stranger. Stamford, Connecticut: Overbrook Press, 1958.
- "Aspects of Primitive Art" New York, Museum of Primitive Art; distributed by University Publishers, 1959.
- Chan Kom, a Maya village. Chicago : University of Chicago Press, 1962.
- Worldwide Peasant society and culture; an anthropological approach to civilization
- Papers by Robert Redfield. Chicago : University of Chicago Press, 1962-63. 2 vols.
- American anthropology, the early years by American Ethnological Society
- Robert Redfield and the development of American anthropology de Clifford Wilcox
- April is this afternoon : correspondence of Robert Redfield and Sol Tax, 1933-1944.  Boulder, Colo. : Westview Press, 1991.